# Trazodon

Strukturformel

Trazodon (varunamn: Desyrel, Molipaxin, Trittico) är en substans med sedativa, ångestlindrande och antidepressiva egenskaper. Substansen har färre biverkningar än många andra antidepressiva av samma typ.
Trazodons effekt har visat sig kunna ökas av att kombineras med ett SSRI-läkemedel (gäller samtliga SSRI-substanser).
Trazodon är inte inregistrerat i Sverige.

## Biverkningar
De biverkningar som trazodon kan orsaka inkluderar följande: huvudvärk, illamående, kräkningar, diarré, förstoppning, förändrad aptit eller vikt, svaghet eller trötthet, nervositet, yrsel, försämrat balanssinne, minskad förmåga att fokusera och minnas saker, förvirring, mardrömmar, muskelvärk, muntorrhet, hudutslag, svettningar, förändringar vad gäller sexuell förmåga eller sexuella begär, okontrollerade skakningar i någon kroppsdel, minskad koordinationsförmåga och ringande i öronen.